# Julio Vial
Julio Vial (1º luglio 1933 – 10 marzo 2016) è stato un calciatore cileno di ruolo attaccante.

## Carriera

### Club
Ha giocato nella prima divisione cilena.

### Nazionale
Con la nazionale cilena ha partecipato alle Olimpiadi del 1952.

## Palmarès

### Club

#### Competizioni nazionali
- Campionato cileno: 1

Colo-Colo: 1953